# Lindved (Hedensted Kommune)
 For alternative betydninger, se Lindved. (Se også artikler, som begynder med Lindved)
Lindved er en lille by med 1.440 indbyggere  (2024) i Hedensted Kommune i Sydøstjylland.
Lindved hører under postnummer 7100 Vejle.
I Lindved findes skole (0.-9. klasse), SFO, børnehave, dagligvarebutik, idrætshal, sognegård og et aktivt forenings- og kulturliv.
Byen er hjemsted for Young town - Lindved, som er et stort lege og aktivitetsområde i området omkring skolen, hallen og sognegården.
Young town - Lindved - åbnede i August 2021, og der er mere på vej, stor skatebane og et ungeområde i samme område.
Byen ligger 1½ km sydøst for Midtjyske Motorvejs afkørsel 3, omtrent 10 kilometer nord for Vejle.

## Skole
I 2017 blev Lindved Skole renoveret for cirka 30 mill. og fremstår i dag som en moderne skole med alle klassetrin fra 0.-9. kl.
Skolen modtager fra 6.kl-trin elever fra Uldum skole.